# Concusión (Derecho)
La concusión es un término legal que se refiere a un delito llamado exacción ilegal, es decir, cuando un funcionario público en uso de su cargo, exige o hace pagar a una persona una contribución, o también al cobrar más de lo que le corresponde por las funciones que realiza. Este delito puede presentar agravantes si se emplea intimidación o si se invoca que son órdenes de un funcionario de mayor jerarquía, y esta exacción es en provecho propio.

## Regulación por países

### Colombia
En Colombia se ha tipificado dicho delito de acuerdo al artículo 404 del capítulo segundo de la ley 599 de 2000, el cual dice:
Artículo 404. Concusión. Modificado por el art. 33, Ley 1474 de 2011. El servidor público que abusando de su cargo o de sus funciones constriña o induzca a alguien a dar o prometer al mismo servidor o a un tercero, dinero o cualquier otra utilidad indebidos, o los solicite, incurrirá en prisión de seis (6) a diez (10) años, multa de cincuenta (50) a cien (100) salarios mínimos legales mensuales vigentes, e inhabilitación para el ejercicio de derechos y funciones públicas de cinco (5) a ocho (8) años.

### Ecuador
En el Código Integral Penal del Ecuador COIP, la concusión es tipifica en su artículo 281 de la siguiente manera:
Art. 281.- Concusión.- Las o los servidores públicos y las personas que actúen en virtud de una potestad estatal en alguna de las instituciones del Estado, determinadas en la Constitución de la República, sus agentes o dependientes oficiales que abusando de su cargo o funciones, por sí o por medio de terceros, ordenen o exijan la entrega de derechos, cuotas, contribuciones, rentas, intereses, sueldos o gratificaciones no debidas, serán sancionados con pena privativa de libertad de tres a cinco años. Si la conducta prevista en el inciso anterior se realiza mediante violencias o amenazas, la o el servidor público, será sancionado con pena privativa de libertad de cinco a siete años. Tomado del COIP (2014).

### Italia
El ordenamiento jurídico italiano es un caso único en Europa. Mientras que en otros países existe la “extorsión agravada”, en Italia hay un artículo específico cerca los públicos oficiales. 
Los Artículos 317 (concusión con constricción) y 319 quarter( concusión inductiva indebida)  del “Codice Penale Italiano” (así como modificado por la ley de 2012) castigan con la cárcel desde 6 hasta 12 años.

### México
En México, el delito de concusión es tanto del orden federal como del local (Estados o entidades federativas, y cada uno de ellos lo regula). El Código Penal Federal, lo tipifica de la siguiente manera: 
Artículo 218.- Comete el delito de concusión el servidor público que con el carácter de tal y a título de impuesto o contribución, recargo, renta, rédito, salario o emolumento, exija, por sí o por medio de otro, dinero, valores, servicios o cualquiera otra cosa que sepa no ser debida, o en mayor cantidad que la señalada por la Ley.

### Panamá
El ordenamiento jurídico de la República de Panamá contempla este delito en el Capítulo IV, Título X del Libro Segundo del Código Penal.
El artículo 352 dispone que: 
El servidor público que induzca a alguien a dar o a prometer indebidamente dinero u otra utilidad en beneficio propio o de un tercero será sancionado con prisión cuatro a nueve años.

### Perú
En el Código penal del Perú, la concusión se tipifica en su artículo 382 de la siguiente manera:
El funcionario o servidor público que, abusando de su cargo, obliga o induce a una persona a dar o prometer indebidamente, para sí o para otro, un bien o un beneficio patrimonial, será reprimido con pena privativa de libertad no menor de dos ni mayor de ocho años.